# Czarna Wieś (Grande-Pologne)
Pour les articles homonymes, voir Czarna Wieś.
Czarna Wieś (prononciation : [ˈt͡ʂarna ˈvjɛɕ]) est un village polonais de la gmina de Grodzisk Wielkopolski dans le powiat de Grodzisk Wielkopolski de la voïvodie de Grande-Pologne dans le centre-ouest de la Pologne.
Il se situe à environ 6 kilomètres à l'ouest de Grodzisk Wielkopolski (siège de la gmina et du powiat) et à 47 kilomètres au sud-ouest de Poznań (capitale régionale).

## Histoire
De 1975 à 1998, le village faisait partie du territoire de la voïvodie de Poznań.

Depuis 1999, Czarna Wieś est situé dans la voïvodie de Grande-Pologne.
Le village possède une population de 191 habitants.